# Tord comú
El tord comú o tord, tord blanc, tord blancel i tord blanc gros a les Balears (Turdus philomelos) és un ocell túrdid que habita gran part d'Euràsia. És un excel·lent ocell cantaire.
Parcialment és un ocell migrador amb molts individus hivernant al sud d'Europa, nord d'Àfrica i l'Orient Mitjà. Ha estat introduït a Nova Zelanda i Austràlia. Malgrat que no està amenaçat globalment, algunes poblacions europees estan en declivi possiblement pels canvis en l'agricultura.
El tord comú és un animal omnívor fa de 20 a 23,5 cm de llarg i pesa de 50 a 107 grams. Els dos sexes són similars.

## Comportament
El tord comú no és normalment gregari; tanmateix, alguns individus s'ajunten a l'hivern. És monògam i en els llocs on són completament migradors el mascle restableix el seu territori de cria i comença a cantar tan aviat com retorna. La migració, la fan principalment de nit per tal d'evitar els raigs de sol.

## Taxonomia
El tord comú fou descrit per primera vegada per l'ornitòleg alemany Christian Ludwig Brehm el 1831, i conserva el seu nom científic original, Turdus philomelos. El nom genèric Turdus significa tord en llatí i l'epítet específic philomelos es refereix a un personatge de la mitologia grega, Filomela, a qui li van tallar la llengua però que després fou transformada en un ocell cantor, el nom del qual deriva del grec Φιλο philo- (amant), y μέλος melos (cant).